# Pădurea Icușeni
Pădurea Icușeni este o arie protejată de interes național ce corespunde categoriei a IV-a IUCN (rezervație naturală de tip forestier) situată în județul Iași, pe teritoriul administrativ al comunei Victoria.

## Localizare
Aria naturală cu o suprafață de 11,60 hectare se află în partea estică a județului Iași, în teritoriul nordic al Podișului Moldovei (în Câmpia Moldovei), în partea nord-vestică a satului Golăiești, lângă drumul județean (DJ249C), Iași - Golăiești.

## Descriere
Rezervația naturală a fost declarată arie protejată prin Legea Nr.5 din 6 martie 2000 (privind aprobarea Planului de amenajare a teritoriului național - Secțiunea a III-a - zone protejate) și reprezintă o zonă de habitat cu vegetație de silvostepă eurosiberiană specifică Podișului Moldovenesc, cu rol de protecție pentru specii arboricole seculare de stejar (Quercus robur) și gorun (Quercus petraea).